# Marathon van Madrid 2000
De marathon van Madrid 2000 werd gelopen op zondag 30 april 2000. Het was de 23e editie van deze marathon.
De overwinning bij de mannen ging naar de Keniaan John Miaka in 2:16.05 met een voorsprong van zestien seconden op de Ethiopiër Tesfaye Eticha. Bij de vrouwen zegevierde de Russische Marina Pilyavina in 2:39.33. Zij had een ruime voorsprong op de Cubaanse Yesenia Centeno, die als tweede in 2:41.13 finishte.

## Uitslagen

### Mannen
| rang   | naam               | land | tijd    |
| ------ | ------------------ | ---- | ------- |
| Goud   | John Miaka         | KEN  | 2:16.05 |
| Zilver | Tesfaye Eticha     | ETH  | 2:16.21 |
| Brons  | Rafael Sanchez     | MEX  | 2:17.21 |
| 4      | Giorgio Calcaterra | ITA  | 2:20.05 |
| 5      | Igor Izyumov       | RUS  | 2:21.03 |
| 6      | Jesus Degrado      | ESP  | 2:21.22 |
| 7      | Lema Regassa       | ETH  | 2:22.11 |
| 8      | Daniel Gidumbanda  | TAN  | 2:23.10 |
| 9      | John Cheruiyot     | KEN  | 2:23.19 |
| 10     | Jose-Ramon Jami    | ECU  | 2:23.21 |

### Vrouwen
| rang   | naam               | land | tijd    |
| ------ | ------------------ | ---- | ------- |
| Goud   | Marina Pilyavina   | RUS  | 2:39.33 |
| Zilver | Yesenia Centeno    | CUB  | 2:41.13 |
| Brons  | Oksana Kuzmichyova | RUS  | 2:41.33 |
| 4      | Mariela González   | CUB  | 2:42.26 |
| 5      | Sergia Martinez    | CUB  | 2:42.41 |
| 6      | Leone Justino      | BRA  | 2:47.38 |

1978 ·
1979 ·
1980 ·
1981 ·
1982 ·
1983 ·
1984 ·
1985 ·
1986 ·
1987 ·
1988 ·
1989 ·
1990 ·
1991 ·
1992 ·
1993 ·
1994 ·
1995 ·
1996 ·
1997 ·
1998 ·
1999 ·
2000 ·
2001 ·
2002 ·
2003 ·
2004 ·
2005 ·
2006 ·
2007 ·
2008 ·
2009 ·
2010 ·
2011 ·
2012 ·
2013 ·
2014 ·
2015 ·
2016 ·
2017